# Robert Conrad

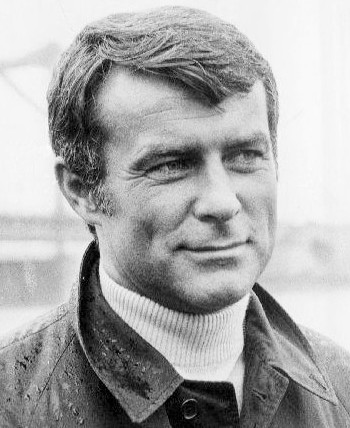
Robert Conrad in 1972

Robert Conrad, geboren als Conrad Robert Falk (Chicago, 1 maart 1935 – Malibu, 8 februari 2020), was een Amerikaans film- en televisieacteur, zanger en stuntman. Hij is bekend om zijn vertolking van geheim agent James T. West in de tv-serie The Wild Wild West (1965–1969) en zijn vertolking van Pappy Boyington in Baa Baa Black Sheep (1976–1978). Eind jaren 50 en begin jaren 60 nam hij als Bob Conrad verschillende pop- en rocknummers op.
- Biblioteca Nacional de España: XX1487475
- Bibliothèque nationale de France: cb13892690r (data)
- Gemeinsame Normdatei: 137805950
- International Standard Name Identifier: 0000 0001 1681 7224
- Library of Congress Control Number: n95038218
- MusicBrainz: b2f13c72-8047-4aa8-bb61-77a1ca8b2529
- Nederlandse Thesaurus van Auteursnamen: 073587826
- SNAC: w67b8bhb
- Système universitaire de documentation: 233794298
- Virtual International Authority File: 85987090
- WorldCat: E39PBJbCHvDXbMW9FyVhKpFqcP